# Svinařov
Svinařov är en ort i Tjeckien.   Den ligger i regionen Mellersta Böhmen, i den centrala delen av landet, 28 km väster om huvudstaden Prag. Svinařov ligger 304 meter över havet och antalet invånare är 653.
Terrängen runt Svinařov är lite kuperad. Runt Svinařov är det mycket tätbefolkat, med 1 411 invånare per kvadratkilometer. Närmaste större samhälle är Kladno, 5,3 km sydost om Svinařov. Trakten runt Svinařov består till största delen av jordbruksmark.